# Dmitri Wladimirowitsch Golizyn

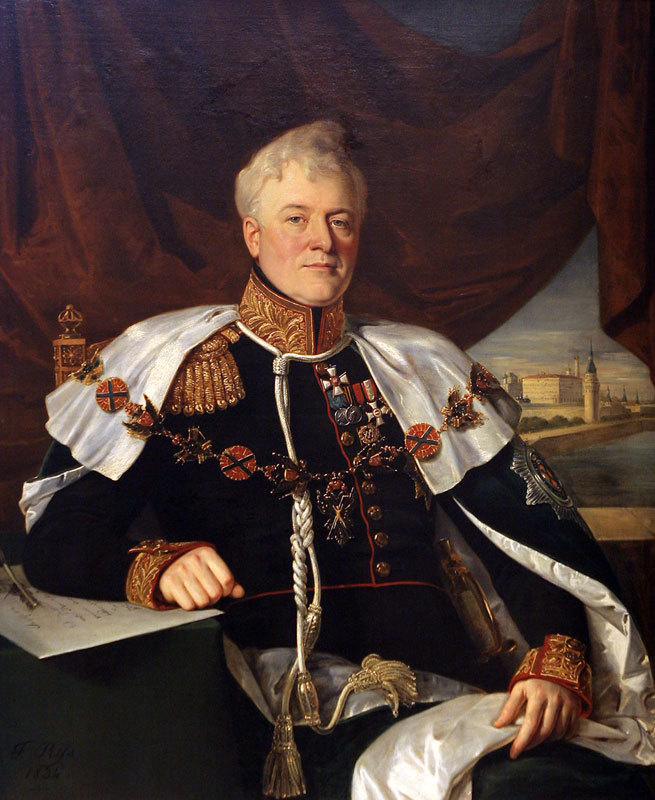
Golizyn 1835

Dmitri Wladimirowitsch Golizyn (russisch Дмитрий Владимирович Голицын, auch Galitzin; * 29. Oktober 1771 bei Wolokolamsk, Russisches Reich; † 27. März 1844 in Paris) war ein russischer General der Kavallerie und von 1820 bis zu seinem Tod Generalgouverneur von Moskau.

## Leben
Dmitri Golizyn kam als Sohn von Fürst Wladimir Borissowitsch Golizyn und Natalja Petrowna Golizyna, geb. Tschernyschowa im Dorf Jaropoletz bei Wolokolamsk zur Welt.

### Frühe Militärkarriere
Am 14. Juli 1774 trat er als Fahnenjunker in das Garde-Regiment ein. In den Jahren 1782 bis 1786 studierte er zusammen mit seinem älteren Bruder Boris Wladimirowitsch an der protestantischen Universität von Straßburg. Am 11. Dezember 1785 wechselte er als Fähnrich in das Garde-Kavallerie Regiment, wo er am 1. Januar 1786 zum Kornett und am 1. Januar 1788 zum Secondeleutnant befördert wurde. Nachdem er wieder zusammen mit seinem Bruder Boris längere Zeit an der Pariser Militärschule studierte, wurde er am 1. Januar 1789 zum Leutnant ernannt. Im selben Jahr kehrten die Brüder nach Russland zurück, und Dimitri trat darauf dauernd in den Dienst des berittenen Leibgarde-Regiments ein. Am 1. Januar 1791 erhielt er den Rang eines Kapitäns und im polnischen Feldzug von 1794 erhielt er seine Feuertaufe. Für seinen Einsatz bei der Eroberung der Warschauer Vorstadt Praga erhielt er den Orden des Heiligen Georg 4. Klasse. Am 2. Mai 1797 wurde er zum Oberst und am 5. August 1798 zum Generalmajor befördert. Vom 21. Oktober bis 1. Dezember 1800 fungierte er als Inspektor für Kavallerie des Livländischen Militärbezirks und am 21. August 1800 wurde er zum Generalleutnant befördert.

### In den Koalitionskriegen
Nach der Teilnahme an den Feldzügen während des Dritten Koalitionskrieges (1805) wurde er im Sommer 1806 zum Kommandeur der 4. Infanterie-Division ernannt und nahm an den Kämpfen in Polen teilnahm. Er befehligte am 14. Dezember 1806 die Vorhut des Korps Buxhöwden in der Schlacht von Golymin. Nachdem er die Angriffe der überlegenen Kräfte der Marschälle Murat und Augereau längere Zeit erfolgreich zurückgeschlagen hatte, gelang es seinen Truppen, der französischen Verfolgung zu entkommen. Ab Dezember 1806 befehligte er die Kavallerie des linken Flügels der russischen Armee. Am 21. Januar 1807 wurde ihm für diese Waffentat der Orden des Heiligen Georg 3. Klasse verliehen. In der Schlacht bei Preussisch-Eylau (Februar 1807) kommandierte er die gesamte Kavallerie der russischen Armee. Er erwies sich als brillanter Reiterführer, der sich unter Benningsen auch in den Schlachten von Guttstadt (6. Juni), Heilsberg (10. Juni) und Friedland (14. Juni) auszeichnete. Während des Rückzugs der russischen Truppen nach Tilsit wurde ihm das Kommando über die Nachhut der Armee übertragen. Danach kämpfte er im Finnlandfeldzug von 1808/09.
Im Februar 1809 wurde General Barclay de Tolly mit der Führung der Operation beauftragt, das Eis des Bottnischen Meerbusens zu überqueren. Der auf diese Position wartende Fürst Golizyn trat darauf trotzig zurück und musste am 8. April aus der Armee entlassen werden. Sein bürgerliches Leben verbrachte er die nächsten Jahre auf einer Reise nach Deutschland, wo er Vorlesungen an verschiedenen Universitäten besuchte.

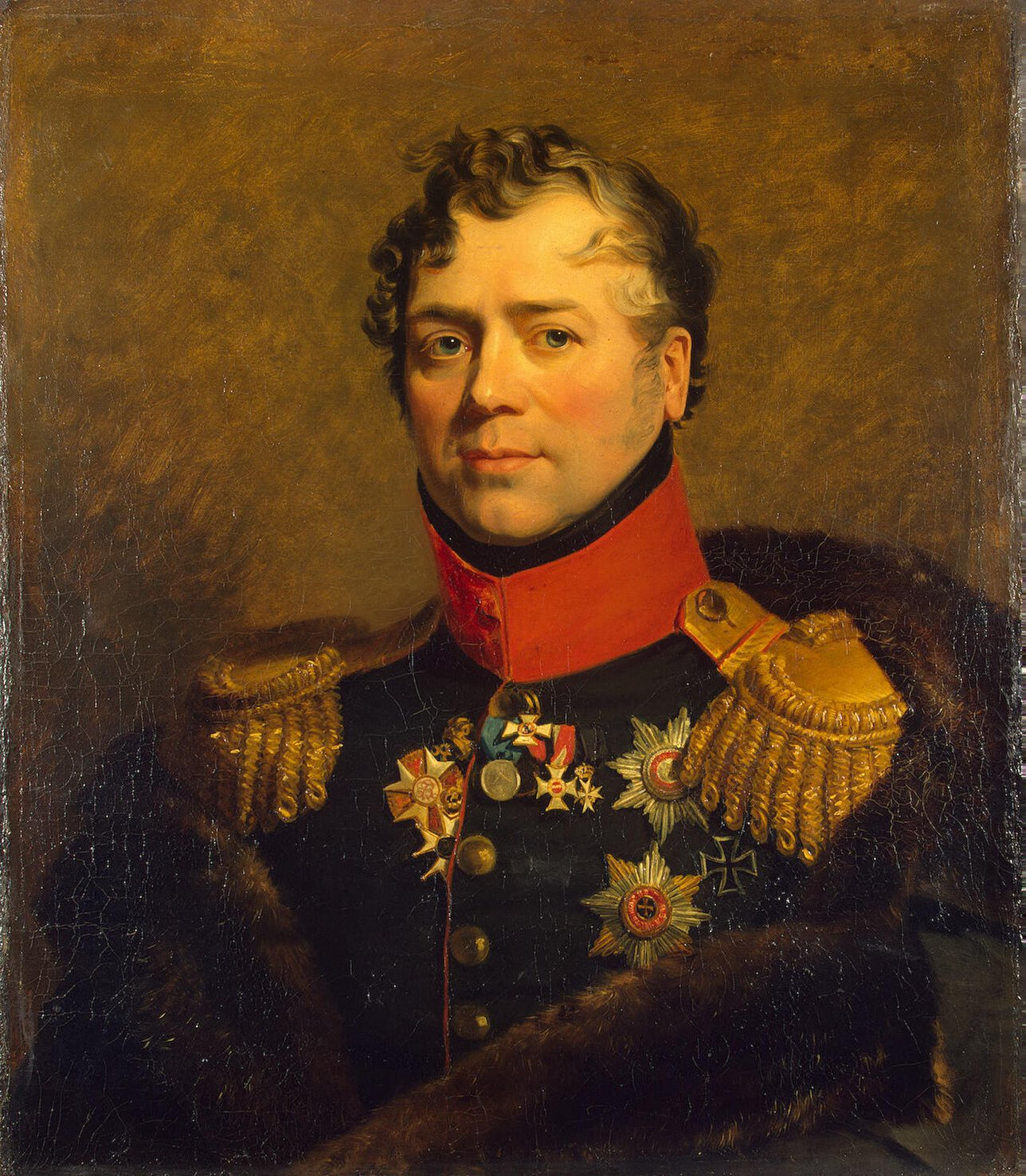
General Golizyn um 1815

Golizyn konnte erst im August 1812 zur Armee zurückkehren, nachdem Fürst M. I. Kutusow zum Oberbefehlshaber ernannt worden war. Er wurde zum Kommandeur des 1. Kürassierkorps ernannt (1. und 2. Kürassierdivision) und nahm am 5. September 1812 an der Schlacht von Schewardino und zwei Tage später an der Schlacht von Borodino teil, wo er standhaft französische Angriffe auf die Semjonow-Schanze und auf die Rajewski-Batterie abschlug. Nachdem Moskau geräumt wurde, hatte Golizyn das Kommando über eine, der beiden nach Tarutino zurückgehenden Armeesäulen. Am 6. Oktober 1812 kam es am Fluss Tschernysche zum Treffen mit Murats Kavallerie, der versuchte, die Straße nach Kaluga zu durchbrechen.
Während des Feldzuges von 1813 bis 1814 kommandierte er in der Böhmischen Armee das Kavallerie-Reservekorps, mit dem er an den Schlachten von Lützen, Bautzen, Dresden und Kulm teilnahm. Während der Völkerschlacht bei Leipzig vom 16. bis zum 19. Oktober 1813 führte er neben der russischen Kavallerie auch Teile der schweren österreichischen und preußischen Reiterei gegen die französischen Truppen.
Im Frühjahrsfeldzug von 1814 kämpften seine Truppen in der Schlacht bei Brienne, Fère-Champenoise und nahmen an der Einnahme von Paris teil, am 2. April 1814, wurde er in den Rang General der Kavallerie befördert.

### Nachkriegszeit
Im Jahr 1813, nach dem Tod seines älteren Bruders Boris, erbte er dessen Landgut Bolschije Wjasjomy in der Nähe von Moskau. Nach dem Krieg befehligte er von 1815 bis 1818 das 1. Reserve-Kavallerie-Korps, und von 1818 bis 1820 kommandierte er das 2. Infanteriekorps. 1822 wurde er Ehrenmitglied der Wissenschaften an der St. Petersburger Akademie. Am 6. Januar 1820 ernannte ihn Zar Alexander I. zum Moskauer Militärgouverneur, daneben fungierte er ab 31. Oktober 1821 als Mitglied des dortigen Staatsrates.
Golizyn regierte bis zu seinem Tod im Jahr 1844 fast 24 Jahre lang in Moskau und setzte viel Kraft und Energie ein, um die Stadt nach dem Großen Brand wiederherzustellen. 1822 wurde er Ehrenmitglied der Russischen Akademie der Wissenschaften in Sankt Petersburg.
Er starb 1844 in Paris und wurde im Moskauer Donskoi-Kloster beerdigt.